# Hans Hieronymus
Hans Hieronymus (* 18. April 1902 in Nürnberg; † nach 1936) war ein deutscher Motorradrennfahrer.
Hans Hieronymus begann nach der Schulausbildung bei Zündapp in Nürnberg und wurde zu einem der erfolgreichsten Fahrer dieser Marke. Bereits 1923 feierte er seinen ersten Sieg auf der Berliner AVUS mit einer 246-cm³-Zündapp.

## Rennsportkarriere

### Hecker
1924 wechselte Hieronymus von Zündapp als Werksfahrer zu Hecker in Nürnberg. Dort fuhr er erfolgreich auf den seiten- und obengesteuerten 350-cm³-Viertaktmaschinen bei verschiedenen Bahn-, Berg- und Straßenrennen sowie bei Geländefahrten und Eisrennen. Diese bei Scharrer & Groß hergestellten 350er-Motoren waren allerdings über längere Distanzen nicht eben sehr zuverlässig.

### Ermag
Eines Tages traf Hans Hieronymus mit dem bekannten Konstrukteur Albert Roder zusammen. Roder war verantwortlich für die sehr schnellen, obengesteuerten 246-cm³-Maschinen, die in der Erlanger Firma Ermag (Erlanger Maschinenfabrik AG) gebaut wurden. Diese verfügten bereits über Haarnadelventilfedern für hohe Drehzahlen von über 5000/min. Dieser 250er war mit seinen 12 PS eigentlich ein Rennmotor. Ab Ende 1925 ging Hieronymus als Werksfahrer zu Ermag nach Erlangen und errang mit diesem Motorrad Sieg um Sieg. Er fuhr im Oktober 1926 die schnellste Zeit aller Maschinen beim Feldbergrennen gegen 128 Konkurrenten, bei dem Maschinen bis 1000 cm³ Hubraum an den Start gingen. Wirtschaftliche Probleme bei Ermag führten dann zum erneuten Wechsel zu Beginn des Jahres 1927 zu Zündapp.

### Zündapp
Zündapp beteiligte sich hauptsächlich an Zuverlässigkeitsfahrten und weniger an Geschwindigkeitswettbewerben und baute keine reinen Rennmaschinen. Das war eigentlich nicht im Sinn von Hieronymus. Er baute sich dann eine eigene Bahn-Rennmaschine mit obengesteuertem 248-cm³-J.A.P.-Motor, die er bei zahlreichen Bahn- und Bergrennen erfolgreich einsetzte. Hieronymus siegte aber auch bei der Dreitagefahrt im Harz, der internationale Fünfländerfahrt und unzähligen anderen Wettbewerben. Hans Hieronymus gewann ab 1927 zehnmal hintereinander die Große Tourenfahrt der Tschechoslowakei.
Nach einem Sturz bei einer Probefahrt mit einem Versuchsmodell im Jahr 1936 war er gezwungen, seine Rennfahrerlaufbahn zu beenden. Grund war ein blockierendes Getriebe. Hieronymus landete an einem Baum und lag sechzehn Tage lang bewusstlos im Krankenhaus.
Schließlich ließ er sich in Witten an der Ruhr nieder.